# 土蜘蛛草紙

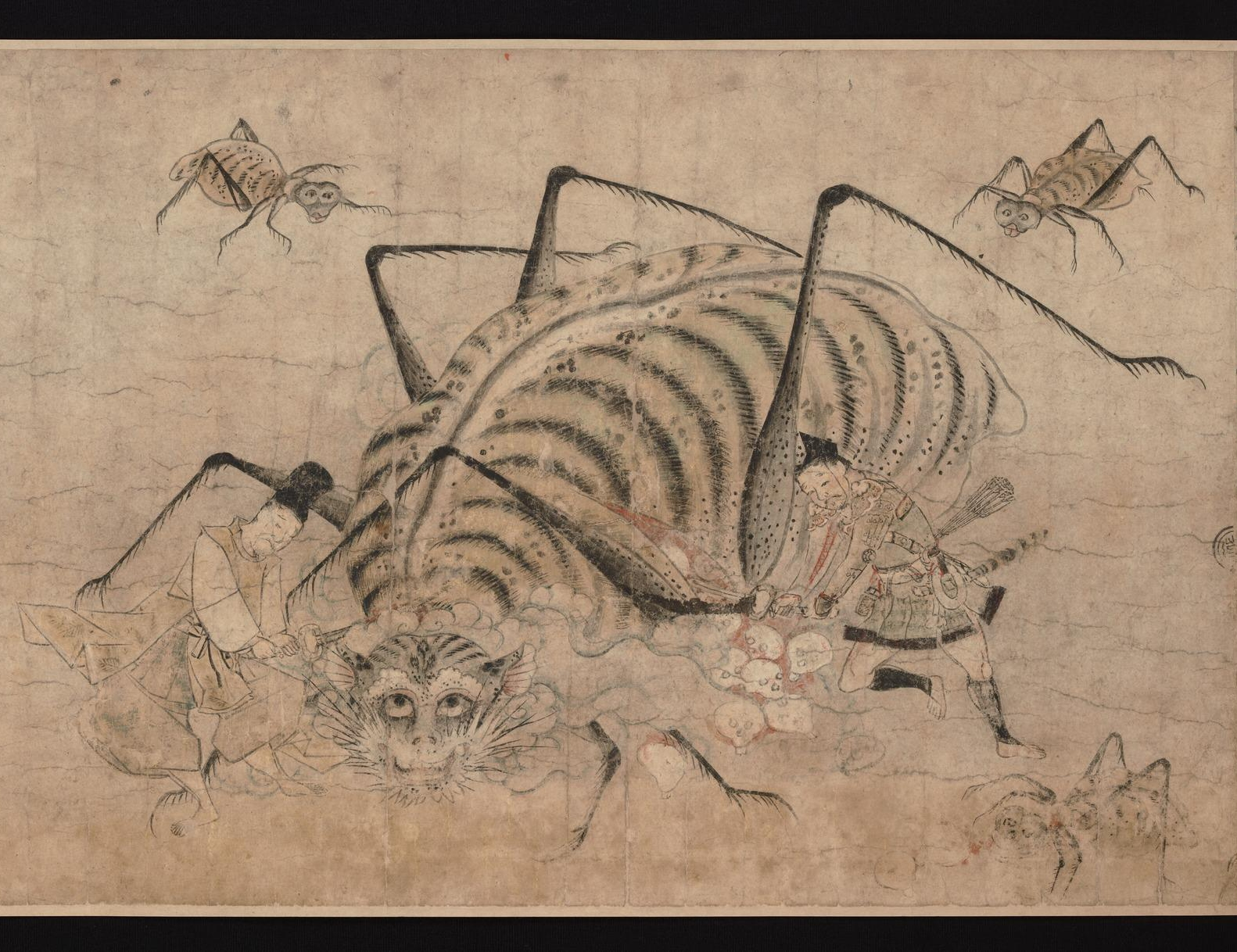
『土蜘蛛草紙絵巻』（東京国立博物館所蔵、重要文化財）

『土蜘蛛草紙』（つちぐもぞうし）は、日本の絵巻物。『土蜘蛛草子』とも。源頼光（みなもと の よりみつ）の土蜘蛛（つちぐも）退治の物語を描いている。現存最古と見られるのは、東京国立博物館所蔵の『土蜘蛛草紙』（14世紀、重要文化財）である。
『平家物語』の「剣巻」や能の『土蜘蛛』などとは展開や舞台などが少し異なっている。土蜘蛛が山蜘蛛（やまぐも）という名で登場している点は「剣巻」と同様である。

## 概要
源頼光が家来の渡辺綱（わたなべ の つな）らと共に蓮台野（れんだいの）で空飛ぶ髑髏を見つける。それを追って神楽岡（かぐらおか）の荒れ果てた古い屋敷にたどり着くが、屋敷内で次々に異形のものと遭遇する。明け方近くに美女が現われたので頼光がそれを斬ると、白い血のあとを残して消え去る。頼光の太刀は先が折れて無くなってしまう。
用心のために藤などでつくった上に着物などをきせた人形を先頭に立てながら白い血のあとをたどって行くと西の山の洞穴に至り、巨大な化人（化け物）が苦しみながら現われる。何かが飛び出して人形に刺さるが、それは失った太刀のかけらであった。化人を洞穴から引きずり出して首を斬ると、それは巨大な山蜘蛛（やまぐも）で、傷口からは、死人の首が1990個、人間の子供くらいの大きさの小蜘蛛が数知れないほど現われる。頼光らは山蜘蛛の首を埋め、その住処を焼き払って平安京に帰った。
頼光は津の守に任命され正下四位の位を、綱は丹波の国を下賜され正下五位の位を、それぞれ朝廷からたまわる。

## 登場する妖怪
- 髑髏（どくろ）　冒頭。空を飛んでゆく。
- 二百九十歳の老女　神楽岡の屋敷。上まぶたがたれさがっており持ち上げられている。乳は垂れ下がっており大きい。
- 異類異形のものども　神楽岡の屋敷。絵では五徳（ごとく）や角盥（つのだらい）や葛籠（つづら）などを素材にした妖怪も描かれている。
- 尼[2]　神楽岡の屋敷。顔が2尺、体が1尺、手は糸のようにほそい。紫の帽子をつけて緋の袴（はかま）をつけている。
- 美女　神楽岡の屋敷。美しい女性の姿をしている。鞠のような白雲をいくつもかけて来た。
- 化人　西の山の洞穴。大きさは30丈ばかり。眼は日月のように光っていた。

## 影響
江戸時代の山東京伝の読本『善知鳥安方忠義伝』（うとうやすかたちゅうぎでん）には、山蜘（やまぐも）という登場人物がいるほか、この絵巻物の絵を下絵にした場面が登場している。